# Cosme Orias
Cosme Orias fue un legislador provincial jujeño que ejerció la gobernación de su provincia en carácter interino durante la crisis de 1879.

## Biografía
Cosme Orias fue diputado suplente ante la Legislatura jujeña entre 1861 y 1862. 
Posteriormente, fue elegido diputado por el departamento de Santa Catalina (1863 a 1865) y por el departamento Capital (1865 a 1869).
Finalizado ese mandato, en 1869 fue designado Conjuez del Superior Tribunal de Justicia de la provincia. En 1870 fue elegido diputado por el Departamento de Cochinoca (1870 a 1874) y designado simultáneamente Escribano del Tribunal.
En 1874 fue reelecto por Cochinoca y electo Secretario de la Cámara hasta finalizar su mandato en 1878, previo a la crisis por la sucesión de Cástulo Aparicio. Derribado su sucesor Martín Torino por la revolución de septiembre de 1877, la provincia quedó acéfala hasta que una asamblea eligió gobernador provisional a Fenelón de la Quintana el 3 de octubre de ese año. Cosme Orias fue elegido diputado por la Capital y una vez restaurada la Legislatura, el 6 de noviembre fue elegido presidente de la asamblea y en ese carácter, el 9 de noviembre fue designado gobernador interino. Decretada la intervención, se hicieron cargo sucesivamente Uladislao Frías y Vicente Saravia, y fracasados los intentos de conciliar a los partidos asumió el gobierno Plácido Sánchez de Bustamante el 1 de abril de 1880.
Posteriormente Orias fue vocal del Superior Tribunal de Justicia (1882, 1883, 1885 y 1887) y Convencional para la reforma de la Constitución de 1890.